# Josse Le Plat
Judocus (Josse) Le Plat (Mechelen, 18 november 1732 - Koblenz, 6 augustus 1810) was een rechtsgeleerde en hoogleraar aan de universiteit van Leuven. Hij was een jozefist, jansenist en vrijmetselaar.

## Leven
Le Plat was de zoon van Jan Baptist Le Plat en Joanna Theresia Smets, beiden uit Mechelen afkomstig. Hij werd gedoopt in de Sint-Romboutskathedraal. Zijn vader was boekhandelaar.
In Leuven, waar hij rechten studeerde, werd Le Plat juris utriusque licentiatus in 1756 en doctor in beide rechten (zowel Romeins als canoniek recht) in 1766. Vervolgens bekleedde hij verschillende leerstoelen. Zijn jansenistische en jozefistische sympathieën maakten hem een uitzondering in een overwegend ultramontaans professorenkorps.
Hij was voorstander van de onderwijshervormingen die Maria-Theresia en Jozef II voorstonden. Ook verdedigde hij het recht van de regering om een burgerlijk huwelijk in te voeren, wat hem in conflict bracht met de Leuvense theoloog Jan Frans van de Velde.
Onder Jozef II ging Le Plat kerkelijk recht doceren aan het nieuw opgerichte Seminarie-Generaal, dat uitermate controversieel was. Bij de Kleine Revolutie van 1787 diende hij uit Leuven te vluchten en tijdens de Brabantse Revolutie verloor hij zijn professorenambt. De twee Oostenrijkse restauraties bracht hij vooral door in Brussel. In de Franse Tijd zette hij zich achter de jansenistische internationale. Hij woonde in Parijs, Amersfoort en Wenen. In 1806 benoemde Napoleon Bonaparte hem tot directeur van de rechtenfaculteit van Koblenz. Hij doceerde er tot zijn dood in 1810.
Zoals andere hoogleraren van de Leuvense universiteit was Le Plat vrijmetselaar.
Charles-Lambert Doutrepont was zijn leerling.
Zijn zoon Victor Leplat was een Nederlands dichter.

## Werk
Leplat maakte een nieuw editie van een werk van jansenist Zeger Bernhard van Espen met een prefatie van 238 bladzijden: X. B. Van Espen, Commentarius in decretum Gratiani cum prœfatione J. Leplat, Lovanii, 1777. Hij gaf een lijst van alle vervalsingen in het Decretum Gratiani. Le Plat droeg dit werk op aan Patrice-François de Neny.
Hij schreef ook een boek met Jozef Maugis (1711-1780) tegen de vervalste decretalen: Jos. Maugis, jud., Leplat et Paulini Nervii, Dissertationes tres in casu apostoli I ad Cor. cap. V., Lovanii et Gallipoli, 1770-177. Leplat verdedigde in dit boek de onontbindbaarheid van het huwelijk van een bekeerde jood en betoogde dat het Paulijns privilege de paus niet het recht gaf dit te verbreken. Een ander werk in verband met het kerkerlijk recht en de huwelijk is Dissertatio canonica de sponsalibus & matrimoniorum impedimentis (1783) beschikbaar via KU Leuven Bijzondere Collecties.